# Cotonia

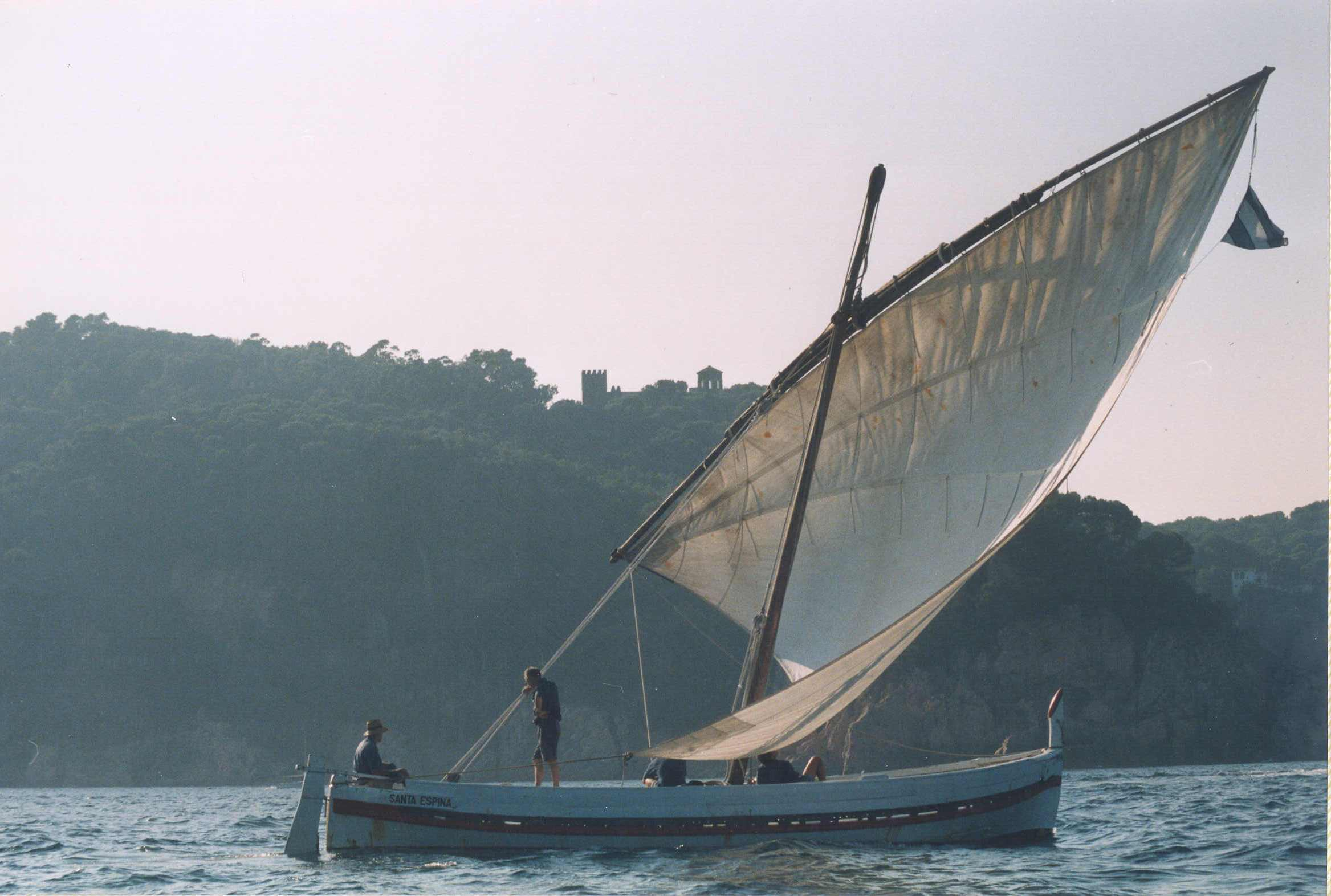
Llagut Santa Espina navegant. Les veles tradicionals eren de cotonia.

La cotonia és un teixit de cànem i cotó: l'ordit és de cànem i la trama de cotó.
La cotonia és una mena de lona però més fina i flexible, molt adequada per a la confecció de veles de bastiments lleugers.
Hi ha tres classes de cotonia: la cotonia simple (d'un fil), la doble (de dos fils) i la triple (de tres fils).
- Hi ha teixits de cotonia, cotonies, només de cotó. Amb fil reforçat (retort a dos caps) sense empesar i sense blanquejar.

## Propietats
Les fibres de cànem tenen una resistència a la tracció més gran que les fibres de cotó. L'allargament de les fibres de cànem és inferior a l'allargament de les fibres de cotó.
La resistència a la humitat, les radiacions solars i a la intempèrie en general, és superior en els teixits de cànem.
Una vela només de cotó seria, generalment, massa flexible i deformable sota l'acció del vent. Una vela de cotonia reuniria les propietats de dos materials en un teixit combinat más adequat que els teixits només de cànem o només de cotó. Les veles de gran superfície destinades als vaixells més grans, eren de cànem. Però eren més pesants i menys flexibles que les de cotonia.
L'estètica i el color de les veles acabades eren millors en les de cotonia.
Abans del descobriment dels teixits moderns a base de fibres sintètiques, les cotonies eren ideals per a les veles lleugeres.

## Les cotonies a Catalunya
Des del segle xiii i abans la producció local de cànem i la seva transformació en veles i cordes constituïa una gran indústria notablement confirmada per testimonis i documents.
En època clàssica les veles de les galeres i vaixells similars eren de cànem. En el ressorgiment naval posterior al lliure comerç (d'alguns ports catalans) amb Amèrica, totes les veles dels vaixells lleugers catalans eren de cotonia. La producció local permetia abastir el mercat i destinar una gran part a l'exportació.
Segons testimoni dels experts, el teixit de cànem de les veles espanyoles era millor que el teixits fabricats a Anglaterra. A igualtat de servei duraven més. Els teixits fabricats a Catalunya eren capdavanters en qualitats comparats amb els espanyols.